# Inocybe maculata
Inocybe maculata è un fungo basidiomicete appartenente alla famiglia Inocybaceae.

## Descrizione della specie

### Cappello
2–8 cm di diametro, prima conico-campanulato, poi conico-convesso, con umbone evidente
cuticolaasciutta, inizialmente rivestita radialmente fa sottili fibrille bianche, poi brunastre
marginespesso fessurato

### Lamelle
Prima biancastre, poi camoscio chiaro, fitte, adnate, con il filo bianco e irregolare.

### Gambo
4-9 x 0,5-0,8 cm, inizialmente bianco, si tinge poi di castano-bruno, cilindrico, con bulbo arrotondato o submarginato, lievemente fibrilloso, fioccoso verso l'apice.

### Carne
Bianca, con sfumature giallastre verso la base del gambo.
- Odore: da spermatico a fruttato
- Odore: mite

### Microscopia
SporeMarroni in massa, lisce, da ellissoidali a sub-faseoliformi, 9-11 x 4,5-5 µm.
Basiditetrasporici.
cheilocistidida sferopeduncolati a subcilindrici, piriformi.

## Commestibilità
Velenoso.

## Habitat
Cresce in estate-autunno, solitario o gregario, sotto latifoglie su terreni calcarei.